# ソ連運輸通信省D2系気動車
Д2系気動車（ラテン文字転記の例:D2）は、ソビエト連邦運輸通信省（МПС СССР, Министерство путей сообщения СССР）が極東鉄道局サハリン支局（現ロシア鉄道極東鉄道支社サハリン地域部）向けに導入した気動車である。

## 概要

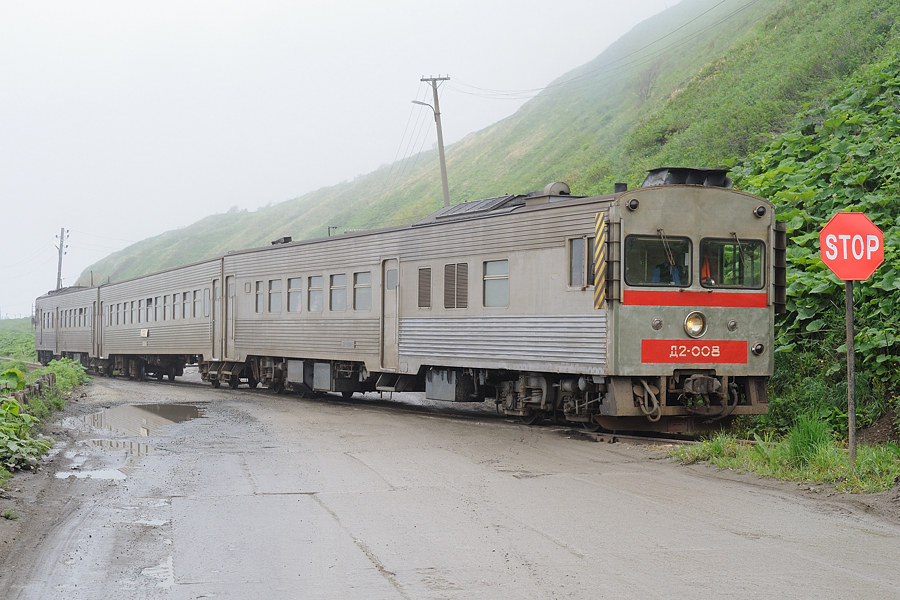
ニコライチュク行のД2系（ホルムスク操車場駅付近、2011年）

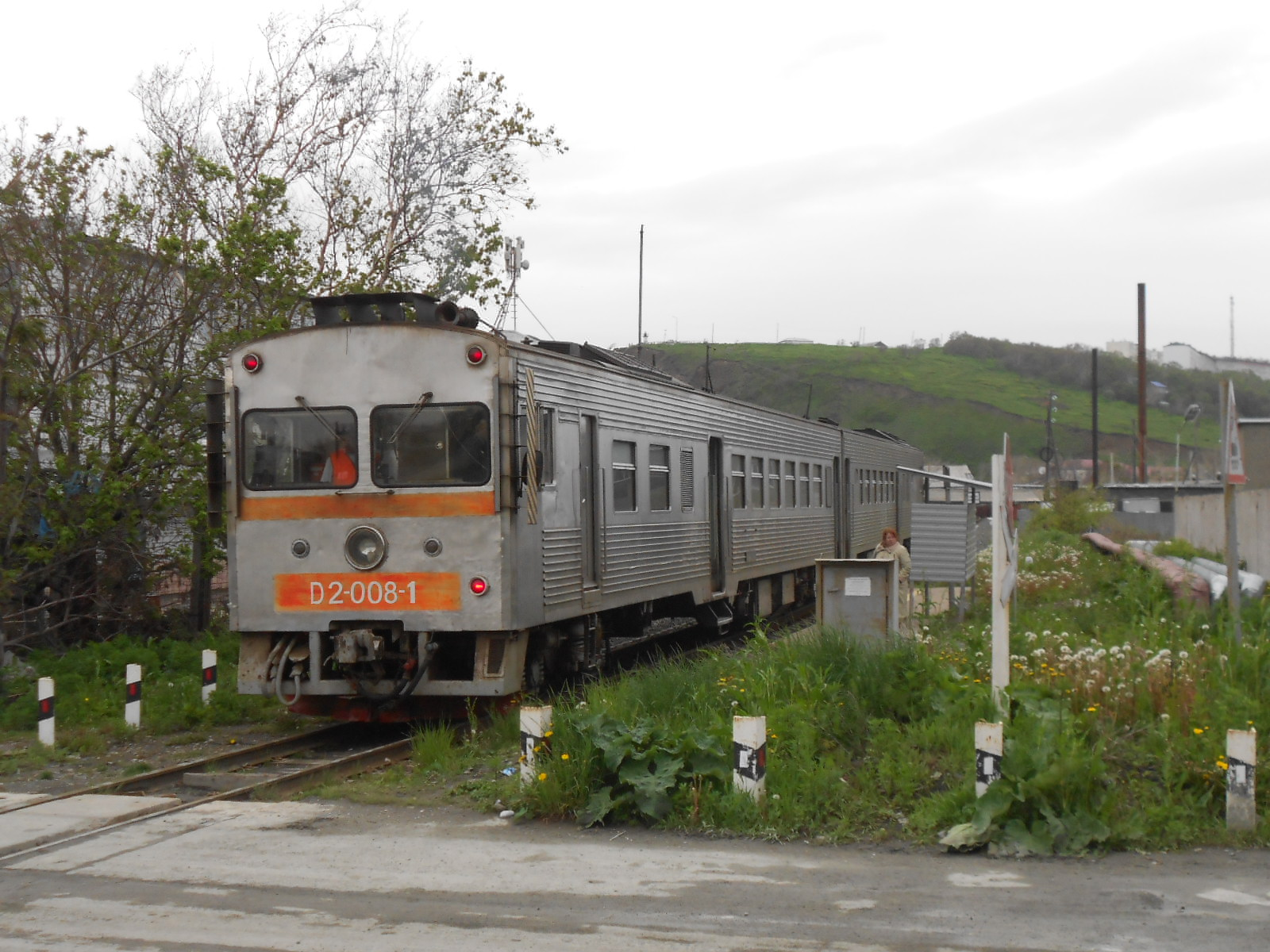
2kmピケット3乗降場（コルサコフ＝ピャーチウグロフ乗降場）で客扱い中のД2系（2016年）

ソ連運輸通信省がサハリン島内の既存老朽気動車の置き換え用として1985年に輸入した富士重工業（現：SUBARU）宇都宮製作所（栃木県宇都宮市）製の液体式ディーゼル動車である。1985年から1986年にかけて10編成40両が極東鉄道局サハリン支局に配属された。日本の鉄道車両技術を参考にする狙いも合わせ、日商岩井を介して輸入した。
当時のソ連は本系列をレニングラード製の国産車両として導入したとの説があるが、各動力車の最前位にある運転台側窓横の車体側面中央部には、製造時に取り付けられた富士重工の「FUJI HEAVY INDUSTRIES LTD. TOKYO JAPAN」の製造銘板が近年まで現存していた。一方、現在のSUBARUには製造記録は残されていないという。
のちロシア運輸通信省、ロシア鉄道が承継し、ロシア鉄道子会社のサハリン旅客企業株式会社（2012年設立）がサハリン島南部の近郊列車用として運用したが、2019年の島内路線改軌で狭軌車両の運行可能線区が大幅に縮小することを受け、2019年5月までに全車が運用から離脱した。

### 導入の経緯
日本領であったサハリン島の南半部は、1945年からソビエト連邦が実効支配したことに伴い、同地にあった日本の運輸省鉄道総局樺太鉄道局線は翌1946年、ソ連の国鉄事業を所管するソ連運輸通信省南サハリン鉄道局に編入された。このため軌間は日本の鉄道で一般的な1067mmであり、ソ連国鉄編入後も、第二次世界大戦後の1948年に日本から新製輸入したD51形蒸気機関車や、樺太鉄道局から承継したディーゼル動車などの車両が稼動していた。
のち、旧樺太東線の東岸ルートを延伸する形でサハリン島北部にも1067mm軌間の路線が延びるなど輸送需要が増大。樺太鉄道局から承継した戦前製車両の老朽化も進んできたため、新形気動車の導入が急務となったが、当時のソ連はまだ気動車製造を手がけておらず、ソ連本土の広軌非電化路線用として輸入することを決めていたハンガリー製のД（D）系気動車（1960年新製開始）も狭軌に改軌するのは不適当であったため、1960年から1961年にかけて日本製のА1（A1）系気動車8編成24両を輸入した。
極東鉄道局は1980年代に入りА1系に代わる新形気動車の導入を計画したが、本土でД形気動車の後継車種として投入が続いていた国産車であるДР1（DR1）形気動車の改軌投入に失敗したことから、本系列が輸入されることになった。本系列の投入によりА1系は全廃された。
しかし1991年のソ連崩壊でサハリン州内の国鉄事業を承継したロシア運輸通信省サハリン鉄道局では、経済混乱に伴う予算不足でД2系の部品確保が困難となったため、代替車両として1993年、JR東日本からキハ58形気動車を無償譲受。Д2系の大半が運用復帰した2000年までК1(K1)形としてД2系の代わりに運用した。

## 構造

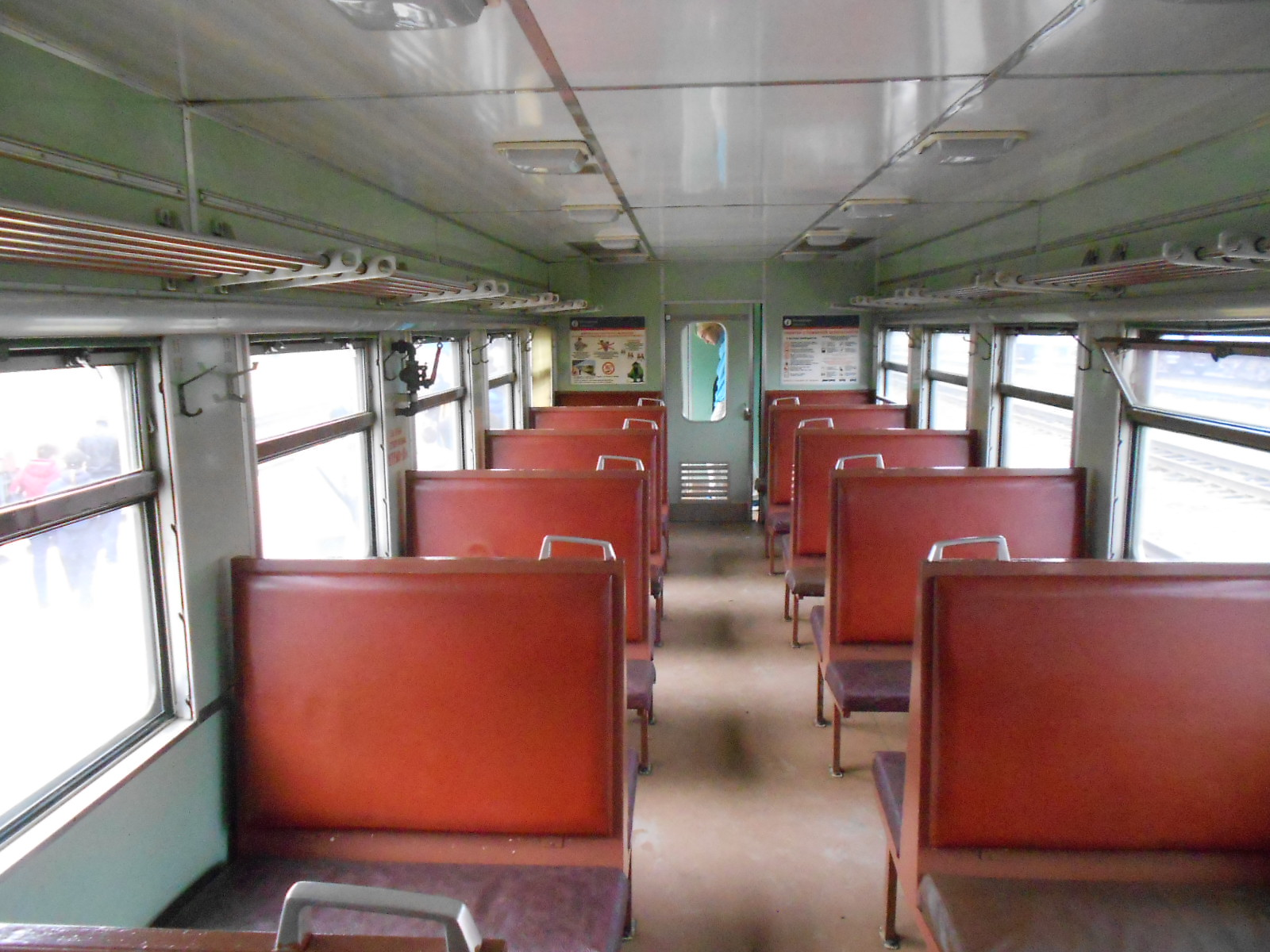
客室（2016年）

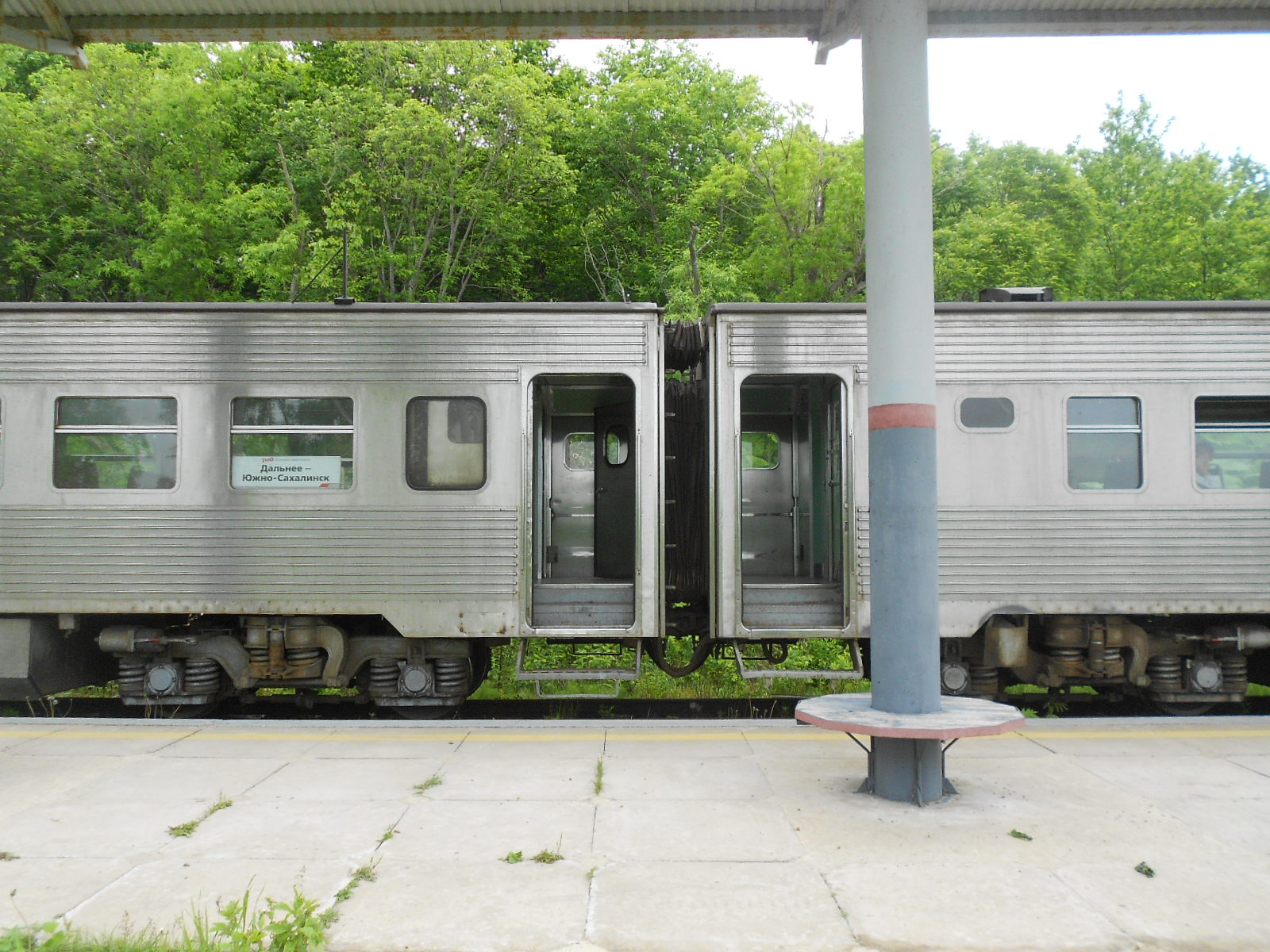
デッキ部分（2016年）

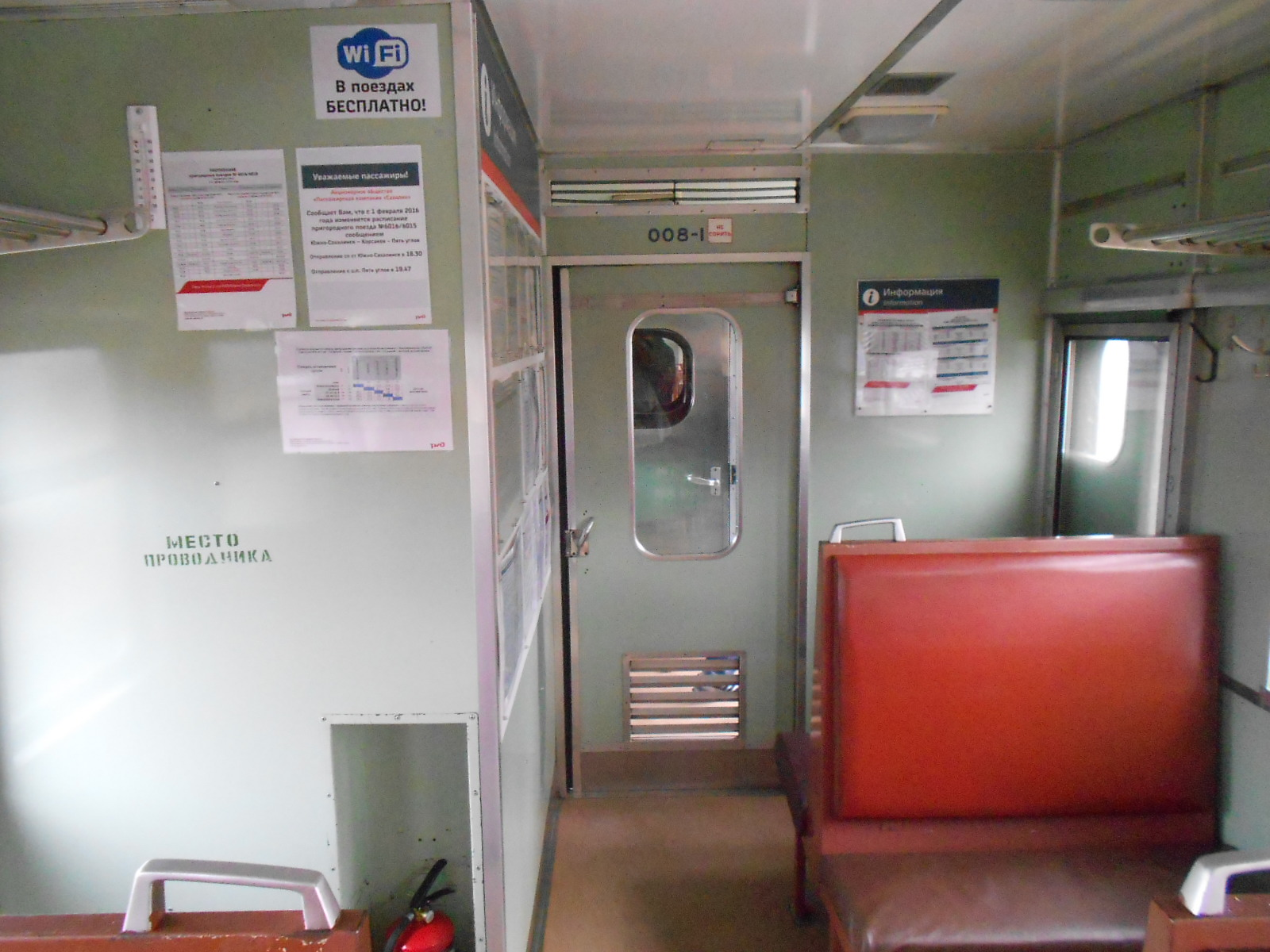
動力車の後位客室端。デッキ側から出入りする化粧室が設けられている（2016年）

本系列の形式番号は、4連10本の編成ごとにД2-001からД2-010まで付番した形式・編成番号と、非貫通片運転台式の動力車に奇数（1,3）を、貫通式中間付随車に偶数（2,4）をそれぞれ付番した車両番号を組み合わせた方式を採っている。車体側面中央下部に型式・編成・車両番号を、客室内出入り口鴨居部の一方に編成・車両番号を表記しており、ともに数字およびハイフン記号は日本国有鉄道の制式書体である。新製時は前面下部警戒帯内の形式・編成番号も日本国有鉄道の書体であった。基本編成は4連だが、中間車を1両とした3連、動力車のみの2連の組成も可能である。
動力車の変速方式は日本国有鉄道の気動車が標準としていた液体式で、機関は当時の日本メーカーが輸出用気動車に採用していたカミンズ製のVTA-1710-L2（400PS）を動力車1両に2基搭載しており、4連時でも1両あたり出力は400PSと高出力である。2004年から2006年にかけて行われた更新修繕工事で、ズヴェズダ（サンクトペテルブルク）製機関に換装された。車体はコルゲート風のビード付き無塗装軽量ステンレス構体を採用。動力車の運転台側妻面は切妻非貫通でHゴム支持の2枚窓を設け、窓下および妻面下部に2本の赤色警戒帯を貼付している。車体全長は動力車、付随車とも21.3m。各車両に2か所のデッキを有する。動力車は運転室と客室の間に機器室を設けている。
客室内装は当時の日本国有鉄道新製車で標準の淡緑1号および白色のメラミン塗装化粧板を用い、天井は完全な平面として内部に空調ダクトを設けている。座席配列は通路側上部に取っ手を設けた2人がけのクロスシート向かい合わせ固定である。連結器はソ連標準のウィリソン式СА-3（SA-3）形連結器ではなく、日本国有鉄道の気動車用制式である小型密着自動連結器であるため、元日本国有鉄道キハ58形であるК1形を除く他の車両との直接連結はできず、控車が必要となる。

## 運用
導入当初の本系列は、イリインスク＝ユージヌイ経由のユジノサハリンスク-ホルムスク間東西連絡列車用としてユジノサハリンスク機関区に配備された。のち運用区間はユジノサハリンスク-トマリ間に短縮された。経済混乱後の運用復帰を果たした2000年以降、2編成がホルムスク機関区に配転。また2004年以降の更新修繕工事開始に伴い編成の組み替えが行われたため、各車の編成番号と実際の編成組成は一致しなくなった。2011年には極東鉄道支社管内の動力車区再編に伴い、ユジノサハリンスク区、ホルムスク区所属の稼働中のД2系全車が大陸側のペルヴァヤ・レーチカ機関区所属に変更された。サハリン旅客企業への旅客列車運行事業移管（2012年）後も廃形式時まで車籍はロシア鉄道に置かれていた。
2014年時点での運用区間は以下の通りであった。ユジノサハリンスク車の担当は、導入当初から続く東西連絡運用のほかは、ユジノサハリンスクと支線を結ぶ運用が主運用となっており、アルセンチェフカ以北の運用はなかった。
- 東岸ルート
  - 2kmピケット3（コルサコフ＝ピャーチウグロフ）－ユジノサハリンスク（コルサコフ経由）
  - ユジノサハリンスク－ノヴォデレヴェンスカヤ
  - ユジノサハリンスク－ブイコフ（ソコル経由）
- 東西連絡ルート（イリインスク＝ユージヌイ経由）
  - ユジノサハリンスク－トマリ
- 西岸ルート（各区間運用を含む）
  - トマリ－チェーホフ＝サハリンスキー - ホルムスク＝セヴェルヌイ - ニコライチュク - 77kmピケット9

2019年夏の改軌最終工事に伴う主要基幹線の全面運休で同年6月以降、狭軌車両の運行可能区間が大幅に縮小されることを受け、同年5月までに全車運用を離脱した。

### 事故廃車
2014年11月3日午後6時33分ごろ、77kmピケット9（77km900m距離標）発ニコライチュク・ホルムスク経由トマリ行6109列車（Д2系2両編成）がホルムスク管区クラスノヤルスコエ村のクラスノヤルスカヤ＝サハリンスカヤ付近を走行中、発達した低気圧の影響で打ち寄せた波に路盤下が浸食されていたため線路が約150メートルにわたって崩落。列車は10メートル下の海岸に転落し、機関士1人が死亡、乗客23人が重軽傷を負った。この事故で被災したД2-004-1とД2-002-3はともに廃車となった。